# Лабиринт Франко Мария Риччи
Лабиринт Франко Мария Риччи — крупнейший бамбуковый лабиринт в мире. Его создатель — известный издатель, библиофил, графический дизайнер и коллекционер Франко Мария Риччи (1937—2020). Лабиринт расположен в небольшом итальянском городе Фонтанеллато, в провинции Парма.

## История
Издателя Франко Мария Риччи и его друга — поэта Хорхе Луиса Борхеса всегда восхищали лабиринты. В 1977 году Франко Мария Риччи дал обещание своему другу, что в будущем он создаст лабиринт, который будет такой же запутанный, как и коридоры Национальной библиотеки Аргентины, из которой в прошлом уволили Хорхе Луиса Борхеса. На протяжении тридцати восьми лет Франко Мария Риччи хотел претворить свою идею в жизнь, но осуществил он её лишь в июне 2015 года. Создатель лабиринта очень любил бамбук, который глубоко почитается на Востоке и очень быстро растет. Также он хотел распространить это растение на территории Италии.

## Описание
За основу своего творения Франко Мария Риччи взял римский лабиринт с прямыми углами, очертания которого имеют вид правильной восьмиконечной звезды. Протяженность ходов лабиринта составляет более трех километров, площадь — восемь гектаров, а высота стен достопримечательности — до шести метров. «Мой лабиринт действительно очень большой, и в нём легко заблудиться» — говорил Франко Мария Риччи. Однако опасаться не стоит: если кто-то не сможет найти выход, то есть номер службы экстренной помощи. После звонка потерявшегося человека сопроводят до выхода.
Стены лабиринта состоят из двадцати пяти различных видов бамбука, а в общей сложности в нём насчитывается около двухсот тысяч растений. В мире не существует бамбукового лабиринта большего размера. В центре лабиринта расположено сооружение из кирпича, построенное по мотивам рисунков архитектора Этьена-Луи Булле. В нём находятся рестораны, библиотека, выставочное пространство, в котором Франко Мария Риччи за пятьдесят лет собрал пятьсот с лишним произведений искусства (картины, скульптуры и др.). Также в центре лабиринта расположена часовня в форме пирамиды, которая может использоваться для проведения свадебных церемоний.